# المسخيلة (كعيدنة)

تعديل مصدري - تعديل

المسخيلة هي إحدى قرى عزلة سواخ بمديرية كعيدنة التابعة لمحافظة حجة، بلغ تعداد سكانها 82 نسمة حسب تعداد اليمن لعام 2004.